# مطار بليدوجلي
يعد مطار بليدوجلي أو (بليدوغلي) المعروف أيضًا باسم مطار ولّوين أكبر قاعدة جوية عسكرية في الصومال ويقع على بعد حوالي 90 كيلومترًا شمال غرب العاصمة مقديشو. أُنشئ المطار في السبعينيات للقوات الجوية الصومالية بمساعدة الاتحاد السوفيتي، وطوّرته الولايات المتحدة عام 2010.
لعب مطار بليدوجلي دورًا مهمًا في العديد من العمليات العسكرية في المنطقة، حيث تُشكل القاعدة التي يحتضنها محظة استراتيجية سيطرت عليه منذ اندلاع الحرب الأهلية الصومالية في عام 1991 فصائل مختلفة منها القوات المسلحة الأمريكية، والتحالف الوطني الصومالي، واتحاد المحاكم الإسلامية، وقوات الدفاع الوطني الإثيوبية، وحركة الشباب، وبعثة الاتحاد الأفريقي في الصومال، والقوات المسلحة الصومالية.
يسيطر تحالف القوات المسلحة الأمريكية وبعثة الاتحاد الأفريقي والقوات المسلحة الصومالية على القاعدة حاليا، ويستخدمه التحالف لإطلاق عمليات مكافحة التمرد وإرسال طائرات بدون طيار لتنفيذ مهمات عسكرية في البلاد.

## خلفية تاريخية

### ما بعد الاستقلال
كانت القاعدة الجوية تُعرف سابقًا باسم "البلد الأمين" وكانت بمثابة أكبر مطار للقوات الجوية الصومالية. وقام الاتحاد السوفيتي ببناء المدرج بشكل جزئي، ثم خضع المطار للتطوير عام 1975 وزيد في طول المدرج ليصل إلى 10500 قدم كما تم تعبيده. بحلول التسعينيات كان مطار بليدوجلي يمتلك ثاني أكبر مدرج في إفريقيا.
بمساعدة القوات المسلحة السوفيتية، أُنشئت أكاديمة للقفز المظلي مع تشكيل أول وحدة من سلاح المظلات في الصومال في أوائل السبعينيات. وكان الجنرال عبد القادر شيخ ديني في القوات المسلحة الصومالية قائدا لأكاديمية التدريب العسكرية في القاعدة في الفترة ما بين عام 1982 إلى عام 1985.

### الحرب الأهلية

#### تدخل الأمم المتحدة

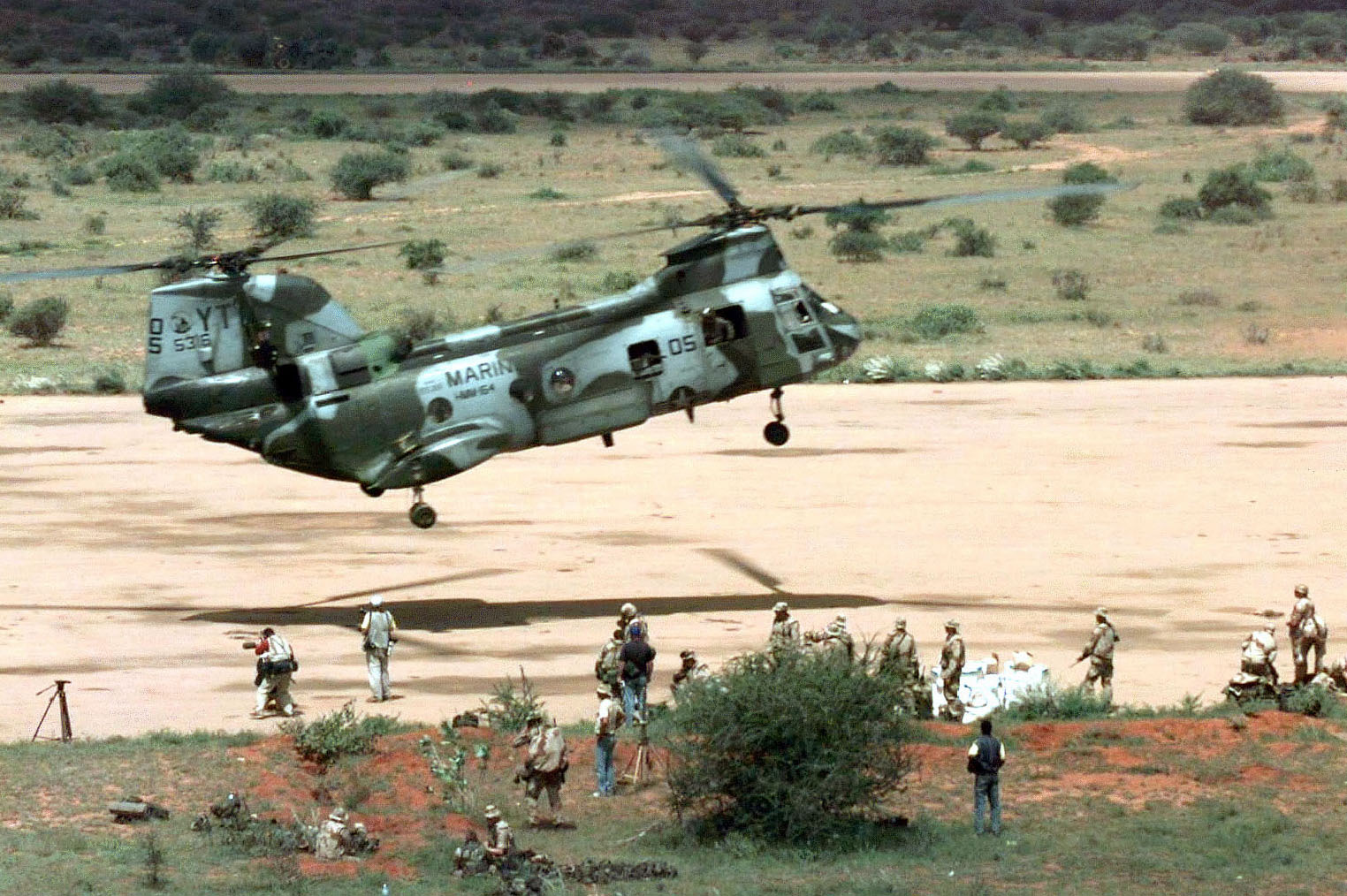
انتشار القوات الأمريكية في بلدوغلي في 13 ديسمبر 1992

في 13 ديسمبر 1992 و بعد أربعة أيام من انتشار القوات العسكرية الأمريكية في الصومال، سيطرت على مطار بليدوجلي بشكل سلمي من خلال هجوم جوي بقوة عسكرية ضمت 450 جنديًا من الفرقة الجبلية العاشرة و 230 من مشاة البحرية، بمساعدة 12 مروحية هجومية من طراز AH-1 كوبرا. وشرعت القوات الأمريكية في إنشاء قاعدة عمليات في المطار لقيادة جهود الإغاثة في المنطقة وإلى الجنوب في قطاعات الإغاثة الإنسانية لاسيما في كيسمايو وبلدوين ومركا. وبما أن المطار كان مخصصا للطائرات المقاتلة فقد واجه صعوبة في تسيير جسر جوي واسع النطاق، واستقبل المطار طائرات النقل الكبير مثل C-141، إلا أن ذلك تسبب في أضرر للمدرج، مما أدى في النهاية إلى إنهاء عمليات C-141 في منتصف يناير 1993.
خلال عملية الأمم المتحدة الثانية في الصومال استضاف المطار عناصر من الفرقة الجبلية العاشرة الأمريكية. وفي يناير 1993 نُشرت سرب طائرات الهليكوبتر الهجومية USMC HMLA-369 'Gunfighters' بالكامل في المطار. وسجلت 1098 ساعة طيران من القاعدة في مهام مختلفة قبل نقلها إلى مطار مقديشو الدولي في الشهر التالي.

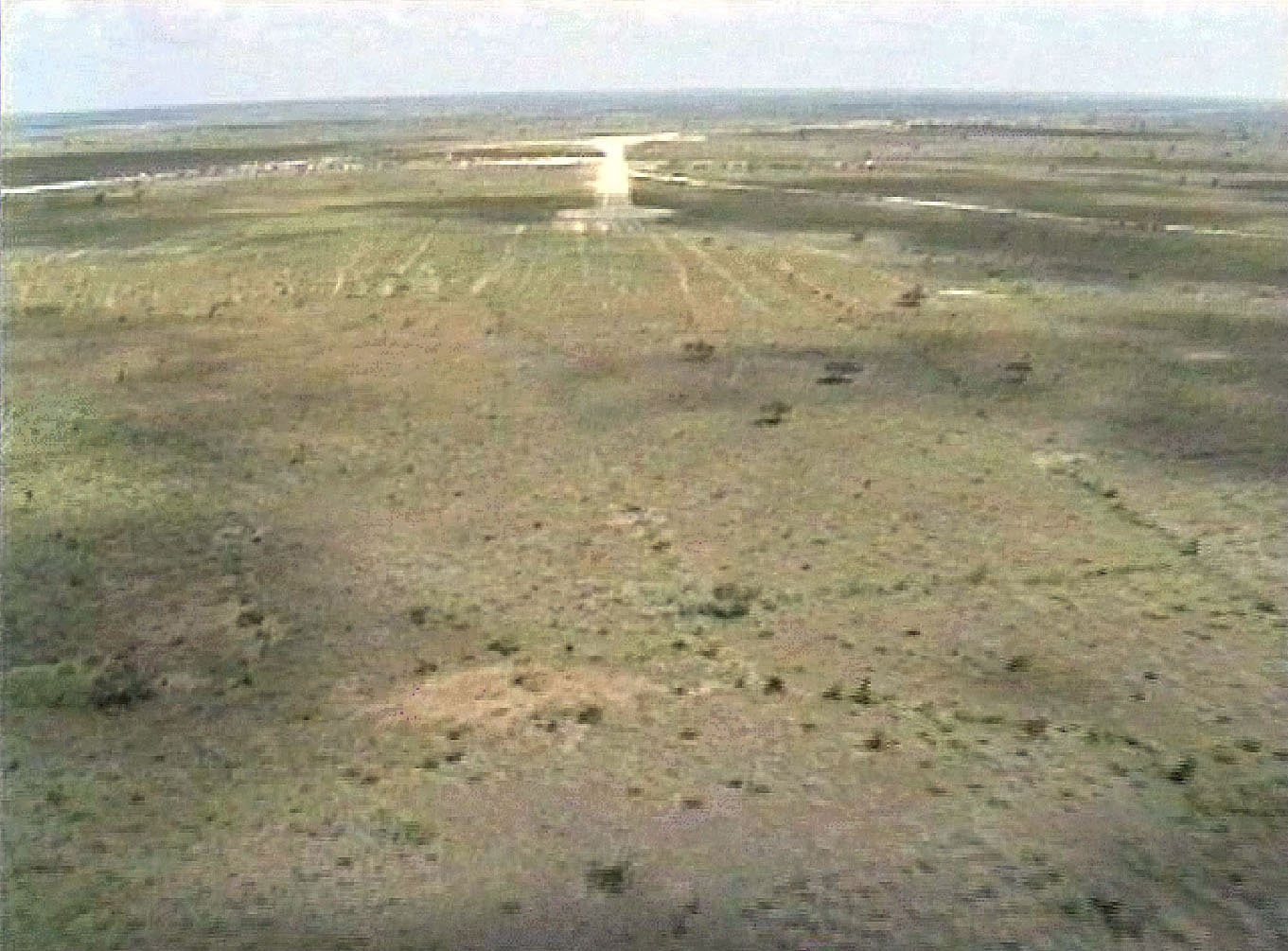
منظر لطائرة أمريكية تقترب من المدرج عام 1992

#### سيطرة التحالف الوطني الصومالي
بعد انسحاب قوات الأمم المتحدة في عام 1995 سيطر التحالف الوطني الصومالي بقيادة الجنرال محمد فارح عيديد على مطار بلدوغلي. إلا أنه أُجلي عنها في 25 يوليو 1996 بسيطرة تحالف الإنقاذ الصومالي (SSA) بقيادة المنافس لعيديد علي مهدي محمد وبمساعدة فصيل منشق عن التحالف الوطني الصومالي بقيادة عثمان علي عاتو. وأسفرت المعارك التي دارت بينهما عن سقوط سبعة قتلى وإصابة 24. بعد ثلاثة أيام وفي 28 يوليو 1996 ، شن التحالف الوطني الصومالي هجومًا مضادًا لاستعادة المطار ونجح في ذلك عقب معركة استمرت أربع ساعات وتبادل مكثف لإطلاق النار بين الجانبين، استخدم فيها الطرفان قذائف RPG-7 ومدافع رشاشة وصواريخ مضادة للطائرات.
في يناير 1999 اتهم جيش رحانوين للمقاومة إريتريا بتزويد التحالف الوطني الصومالي بالأسلحة من خلال الرحلات الجوية باستخدام المطار. ووفقًا لتقرير صادر من وكالة المخابرات المركزية (CIA) في 7 مارس 1999 هبطت طائرة تضم وفدًا مكونًا من 15 شخصًا بينهم أربعة إيرانيين وأربعة ليبيين إلى جانب سبعة عراقيين في مطار بلدوغلي لتقييم عمليات استخراج اليورانيوم المحتملة في الصومال.
في 14 فبراير 2001 هبطت طائرة ركاب صومالية كبيرة في المطار لأول مرة، وكانت مملوكة لشركة طيران صومالية، وكانت تهدف لتسيير الرحلات الدولية بالطائرة الكبيرة التي تسع 160 راكبا، فيما استخدمت طائرتين خفيفتين للرحلات الداخلية.

#### أمراء الحرب واتحاد المحاكم الإسلامية
بعد حل التحالف الوطني الصومالي في عام 2002 خضع مطار بلدوغلي لسيطرة أمراء الحرب حتى عام 2006، واستقبل المطار قرابة تسع طائرات شهريًا ليحقق أرباحًا قُدّرت بـ 319.200 دولار أمريكي سنويًا من خلال رسوم الهبوط والشحن. في أكتوبر 2003 تعرض رئيس الحكومة الوطنية الانتقالية عبد القاسم صلاد حسن لمحاولة اغتيال في المطار. بعدها استخدمت وكالة المخابرات المركزية المطار خلال عام 2000 لتمويل وتزويد الوكلاء الأمريكيين في الصومال.
سيطر اتحاد المحاكم الإسلامية على القاعدة الجوية خلال صيف عام 2006. ووفقًا لتقرير مراقبة الأسلحة الصادر عن الأمم المتحدة فإن إريتريا قد نقلت أسلحة وإمدادات عسكرية إلى المطار لدعم المحاكم الإسلامية. وبعث الإريتريون شحنتين عسكريتين كبيرتين في 3-4 مارس 2006، ووفقًا للأمم المتحدة ، تضمنت الشحنة عناصر مثل:
- 1000 بندقية من طراز AK-47 و 1000 زوج من المناظير
- 200 صندوق من ذخيرة Zu-23
- 50 سلاح خفيف مضاد للدروع
- معدات الاتصالات

كما أشارت تقارير إلى أن إيران استخدمت المطار لتسليم الأسلحة للمحاكم، وبالتالي استخدم اتحاد المحاكم الإسلامية القاعدة كمخزن للأسلحة. في 25 ديسمبر 2006 قصفت القوات الجوية الإثيوبية مواقع اتحاد المحاكم الإسلامية في المطار، وبرر متحدث باسم وزارة الخارجية الإثيوبية الهجوم "بأن رحلات جوية غير شرعية كانت تحاول الهبوط هناك."

### الصراع مع حركة الشباب (2007 حتى الآن)
في السنوات التي أعقبت انهيار اتحاد المحاكم الإسلامية خلال الغزو الإثيوبي، سيطر تحالف قوة الدفاع الوطنية الإثيوبية والقوات المسلحة الصومالية التابعة للحكومة الفيدرالية الانتقالية الصومالية وبعثة الاتحاد الإفريقي في الصومال والقيادة العسكرية الأمريكية في إفريقيا على المطار في حين حاولت حركة الشباب السيطرة على المطار.

#### نهاية الحكومة الانتقالية
ساعدت قوات الدفاع الوطني الإثيوبية في إنشاء قاعدة في مطار بلدوغلي للحكومة الفيدرالية الانتقالية في الصومال في أوائل عام 2007. كما درّبت ما يصل إلى 3000 من أفراد القوات المسلحة، في مايو 2007 أكد سفير الحكومة الاتحادية الانتقالية في إثيوبيا بشكل خاص للمسؤولين الأمريكيين أن الحكومة دربت حوالي 7000 جندي في القاعدة.
في 25 يناير 2008 قُتل ثلاثة جنود من الجيش الوطني الصومالي عندما استولت حركة الشباب على القاعدة الجوية لفترة وجيزة، ونهب المتمردون القاعدة الجوية بحثا عن أسلحة وذخائر خلال الحادث. في الشهر التالي، غادرت وحدتان كبيرتان من القوات المسلحة القاعدة، بما في ذلك الكتيبة 19 بأكملها. وفي وقت لاحق من ذلك العام، استقال قائد القاعدة في الجيش الوطني الصومالي، العقيد إبراهيم حسن عيسى، إلى جانب 26 عسكريًا آخر بعد اتهام رئيس الحكومة الاتحادية الانتقالية، عبد الله يوسف بأنه دمية أجنبية. وقد صرح القائد إبراهيم في مقابلة أجريت في القاعدة أن "الحكومة الصومالية تابعة لإثيوبيا بشكل مباشر وما يسمى بالرئيس هو دمية قديمة" وأشارت تقارير إلى أن أعدادا من الجنود غادروا القاعدة بعد ذلك. وزعم تقرير للأمم المتحدة أن شهود عيان شاهدوا قوات الحكومة الاتحادية الانتقالية وهي تجند وتدرب الأطفال في القاعدة في عام 2008.

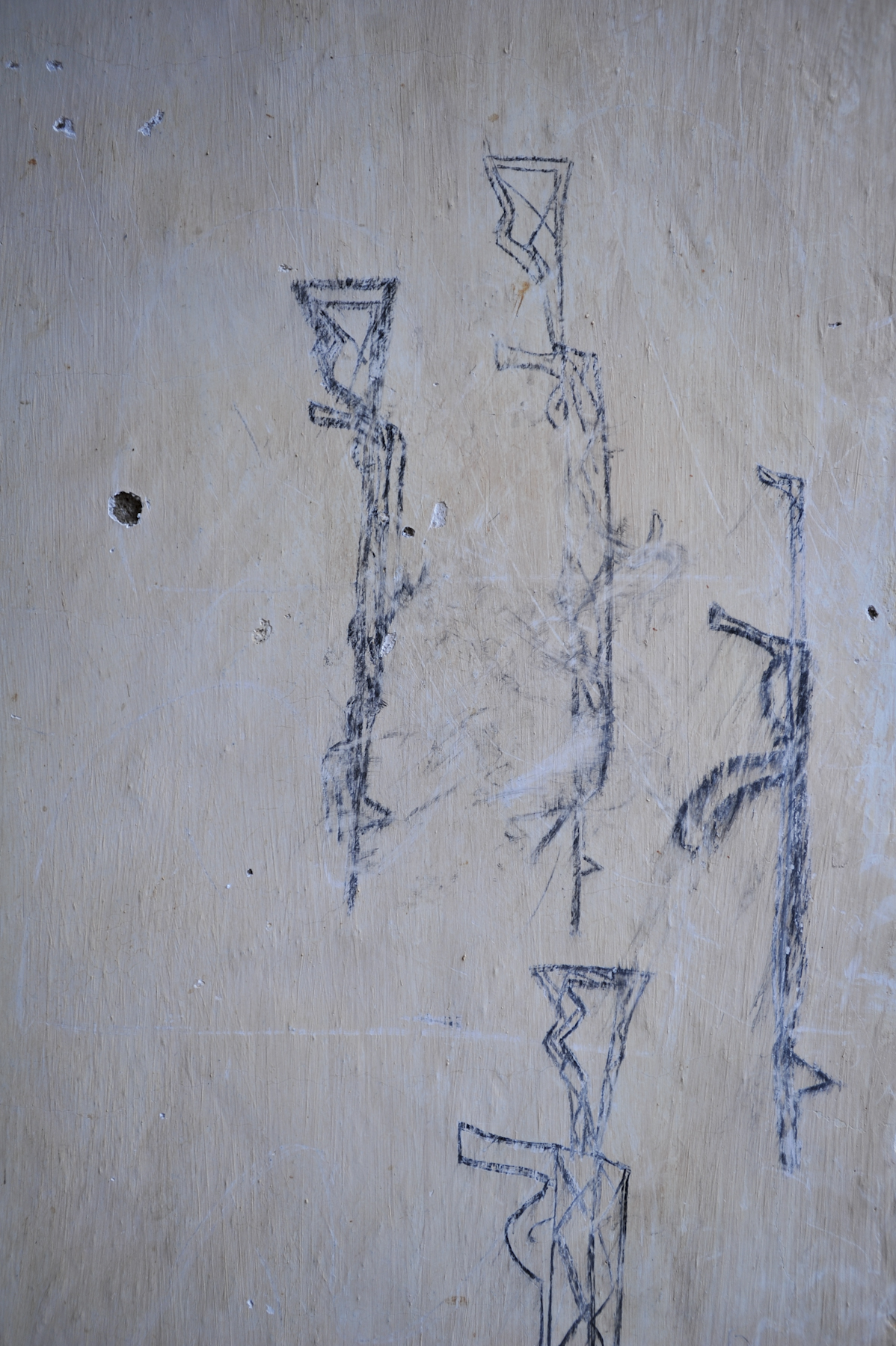
رسومات على جدران القاعدة خلفها مقاتلو الشباب

#### سيطرة الشباب
بحلول عام 2009 سيطرت حركة الشباب بشكل كامل على المطار وحولته إلى مركز للتدريب. في يونيو من ذلك العام، طلب الرئيس الصومالي شيخ شريف أحمد من حكومة الولايات المتحدة تنفيذ غارة جوية على القاعدة بعد تأكيده على أن السلطات الصومالية لديها معلومات تفيد بأن مقاتلين شيشانيين وبوشناق أجانب شوهدوا وهم "يعيشون علانية" هناك.
ادعى تنظيم أهل السنة والجماعة المناهضة لحركة الشباب أن حركة الشباب كانت تستورد عددا هائلاً من الأسلحة عبر المطار. ودعت منظمة "إيغاد" مجلس الأمن التابع للأمم المتحدة إلى فرض منطقة حظر جوي فوق المطار من أجل قطع إمدادات الأسلحة عن المسلحين.
بعد انسحاب حركة الشباب من مقديشو في 6 أغسطس 2011 كان معظم المقاتلين الأجانب البارزين في التنظيم يطيرون جنوبًا من بلدوغلي إلى مدينة كيسمايو الساحلية الاستراتيجية.

### سيطرة قوات الاتحاد الأفريقي والقوات الأمريكية في المطار (2012 إلى الوقت الحاضر)

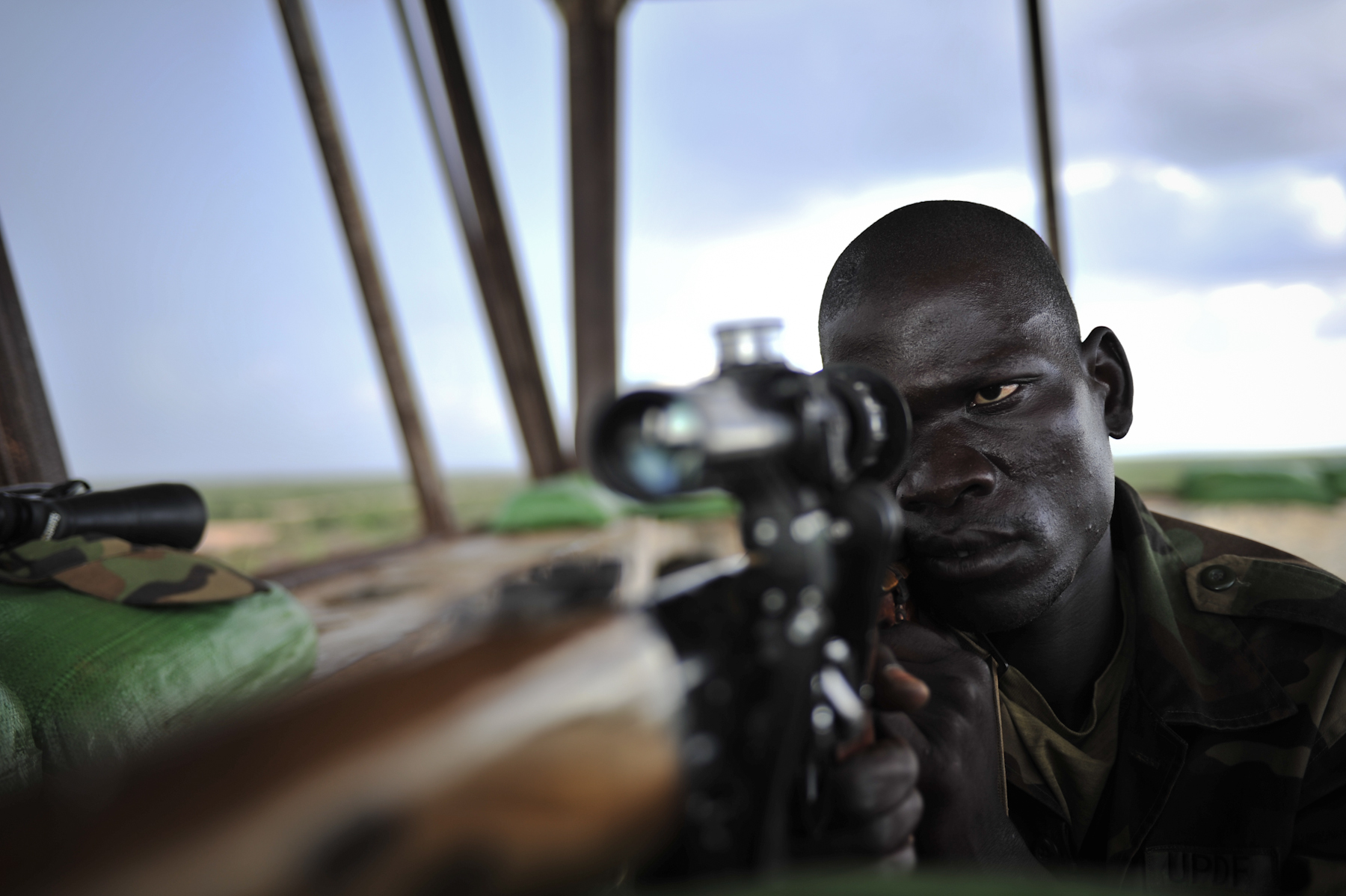
قناص عسكري أوغندي من بعثة الاتحاد الإفريقي في برج المراقبة في المطار عام 2012

في أكتوبر 2012 استولت قوات بعثة الاتحاد الأفريقي في الصومال على مطار بلدوغلي بعد طرد حركة الشباب من المطار. وكُلفت وحدة قوات الدفاع الأوغندية في البعثة بمهمة تأمين المطار.
بعد استيلاء قوات أميصوم على القاعدة في عام 2012 بدأت القوات الأمريكية في الصومال العمل من القاعدة الجوية، وأطلقت عام 2014 تدريبات عسكرية للواء الكوماندوز الصومالي دنب والذي يتخذ من المطار قاعدة له. كما أفادت تقارير أن قيادة العمليات الخاصة المشتركة بدأت العمل في القاعدة في وقت ما حوالي عام 2016. ويستضيف المطار فرقة من مشاة البحرية الأمريكية وفريق من القوات الخاصة. في عام 2018 ، منحت وزارة الدفاع الأمريكية عقدًا يزيد عن 12 مليون دولار لإجراء إصلاحات طارئة لمدرج المطار. ووفقًا لـ Air Force Times فإنه يبدو أن إصلاحات المدارج الجديدة تهدف إلى تعزيز قدرات المطار وربما تعزيز التواجد العسكري الأمريكي في الصومال. كما طورت البنية التحتية في القاعدة الجوية مع 800 وحدة شيدت لاستيعاب القوات الأمريكية. وتزامن ذلك مع تصعيد القوات الأمريكية من قتالها ضد حركة الشباب.

#### هجوم حركة الشباب على القاعدة في 2019
في هجمات وصفت لاحقًا بأنها "الهجمات الأكثر رعباً التي عرفتها القوات الأمريكية في الصومال منذ 30 عامًا" هاجم مقاتلو حركة الشباب القاعدة بسيارات مفخخة ومشاة في 30 سبتمبر 2019. وبحسب مسؤولين عسكريين أميركيين، وصدتهم القوات الأمريكية لمنعهم من اختراق السياج الحدودي، ولم تقع إصابات.  وعلى الرغم من نجاح القوات الأمريكية في صد الهجوم،فقد لوحظ أن الهجوم أظهر أن حركة الشباب تحتفظ بشبكة استخباراتية جيدة ولديها القدرة على تنفيذ عمليات معقدة.

#### انتشار طائرات أميصوم والولايات المتحدة

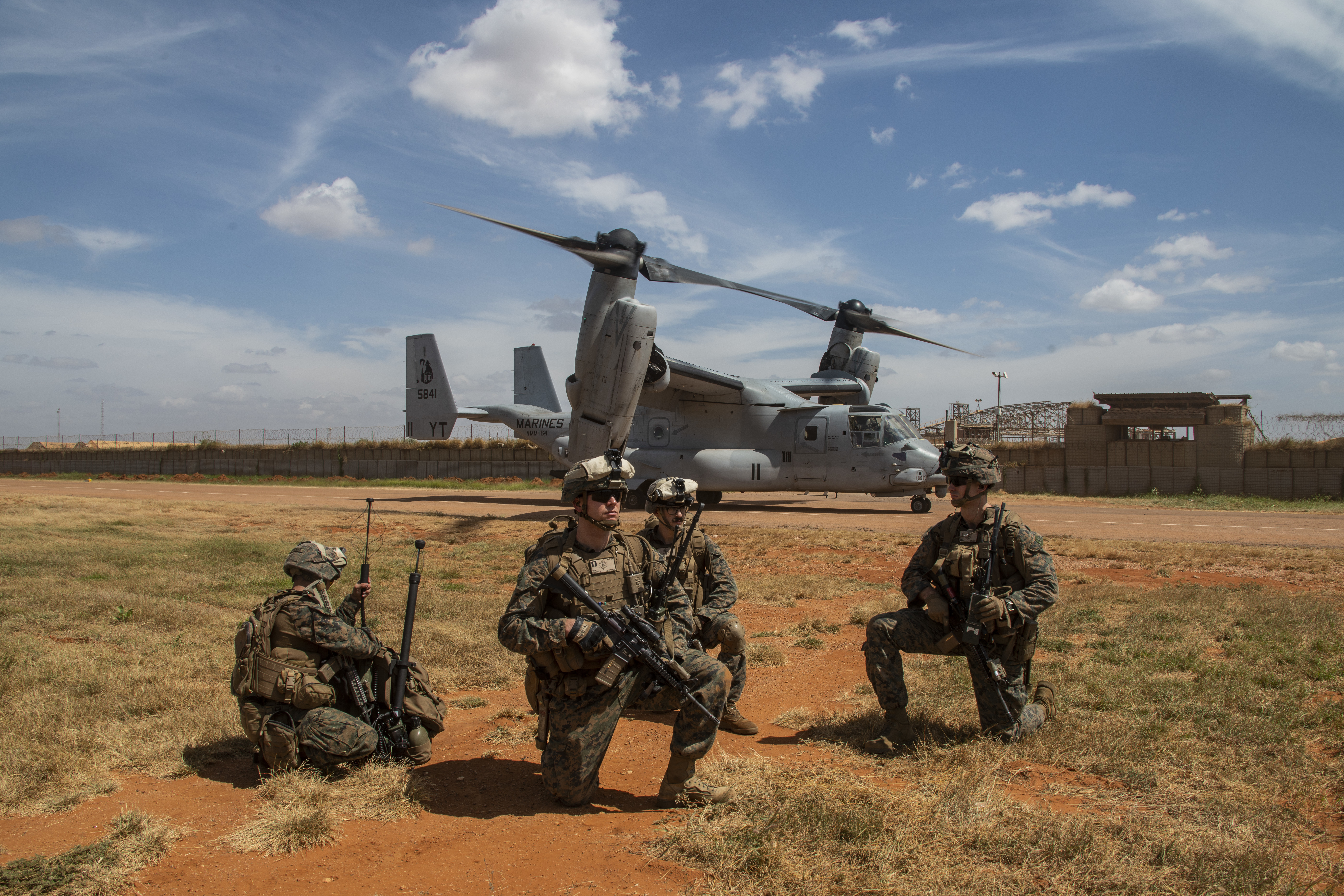
مشاة البحرية الأمريكية مع شركة تشارلي في مطار بلدوغلي في عام 2020

في نوفمبر 2019 أجرت الولايات المتحدة استعدادات أولية لنشر وحدة طيران تابعة لقوات الدفاع الشعبية الأوغندية في القاعدة. وبحلول ديسمبر 2020 نشرت وحدة الطيران العسكرية الأوغندية في معسكر بلدوغلي، والتي تتألف من طاقم مكون من 140 فردا و 4 طائرات هليكوبتر، لترفع بذلك مجموع الطائرات العسكرية إلى 7 طائرات من أصل 12 مسموح بها بها لبعثة الاتحاد الأفريقي.
أدت إعادة تموضع القوات العسكرية الأمريكية خارج الصومال في عام 2021 إلى نشر صور نادرة لأول مرة، بينها صور طائرة استطلاع أمريكية سرية "شبح"، يشار إليها برقم تسجيلها N27557 . N27557 والتي تتمتع بمحرك توربيني من طراز بيتشكرافت كينغ إير مزدوج المحرك مع التسجيل المدني للولايات المتحدة. عملت الطائرات الثابتة الجناحين في بلدوغلي منذ عام 2012 وتم استخدامها بشكل أساسي في مهام الاستخبارات والمراقبة والاستطلاع، بينما يُلاحظ أن N27557 تفتقر إلى أبراج الاستشعار، إلا أنه يحتوي على عدد من الهوائيات ذات الشفرات المستقيمة الموجودة أسفل جسم الطائرة من نوع غير معروف ترتبط أحيانًا بأنظمة اعتراض اتصالات حركة الشباب، بما في ذلك من الهواتف المحمولة، أو أنواع أخرى من استخبارات الإشارات.
في سبتمبر 2022 وصل الرئيس الصومالي حسن شيخ محمود إلى واشنطن وناقش إمكانية تصعيد الغارات الجوية التي تشنها القوات البحرية الأمريكية والتي تنطلق من بلدوغلي مع وزير الدفاع الأمريكي لويد أوستن .

## المرافق
يوجد في المطار مدرج واحد يبلغ طوله حاليًا 10500 قدم، وفيه ستة حظائر بنتها القوات المسلحة الأمريكية؛ وكان فيها حظيرة واحدة تدمرت خلال الحرب الأهلية. وكان هناك مجموعات متعددة من الثكنات في الشمال والشرق والجنوب والغرب من المدرج، إلا أنها أُخليت بعد الحرب الأهلية.
في عام 2007 قُيّم المطار بأنه لديه القدرة على خدمة طائرات كبيرة مثل C-130 أو Boeing 727.